# La ciudadela escarlata
La ciudadela escarlata (titulado originalmente en inglés The Scarlet Citadel) es un relato escrito por el autor estadounidense Robert E. Howard para su personaje de ficción Conan el Cimmerio. Publicado por primera vez en enero de 1933 en la revista pulp Weird Tales, el relato está ambientado en la mítica Era Hiboria, un universo de ficción de espada y brujería creado por Howard.

## Adaptaciones
En Estados Unidos el relato La ciudadela escarlata fue adaptado por primera vez a cómic en 1978 por Roy Thomas y Frank Brunner en el número 30 de la colección de tebeos La espada salvaje de Conan (Savage Sword of Conan #30). En España esta historieta fue traducida al castellano y publicada por primera vez por Ediciones Vértice en noviembre de 1979 en el número 68 de la colección Relatos Salvajes. En 1982 Comics Forum publicó su propia traducción en el número 13 de la colección Serie oro: La espada salvaje de Conan. Comics Forum la reeditó en 1991.
Años más tarde, en 2011, Tim Truman y Tomas Giorello crearon su propia versión en cómic del relato con la historieta King Conan: The Scarlet Citadel, traducida al castellano por Planeta DeAgostini en la colección Planeta de libros con el título Conan rey: La ciudadela escarlata.